# Flyin' High
『Flyin' High』（フライン・ハイ）は、Winkの14作目のオリジナル・アルバム。1995年7月5日にポリスターより発売された。現時点（2025年3月）でWink最後のオリジナル・アルバムとなっている。

## 概要
″ユーロで再び″をコンセプトに原点回帰を目指したアルバム。シングル「私たちらしいルール」「JIVE INTO THE NIGHT 野蛮な夜に」を収録。作詞に及川眠子、編曲に船山基紀などの作家陣が復帰している。収録曲はユーロビートだけに留まらず、R&B、ジャズ、ラテン調のアレンジなども採り入れた多彩なサウンドで構成されている。
本作の発表から2カ月あまり後の1995年9月15日にラストシングル「Angel Love Story 〜秋色の天使〜」が発売されるが、その後間もなくWinkは活動停止となる。オリジナルアルバムの制作も中止になり、当シングルがオリジナルアルバムに収録されることはなかったが、『Flyin' High』の再発盤CDが2018年9月12日に発売された際にボーナストラックとして追加収録されており、音楽配信サイト等では後者の曲構成を扱うサイトが大半である。
2018年9月12日には、レコチョク、Apple Music、OTOTOY、mora（レーベルゲート）などの音楽配信サイトでハイレゾ版（96kHz/24bit）を含むダウンロードアルバムの配信が開始された。

## 収録曲

### CD
| #   | タイトル                                           | 作詞                                                            | 作曲                                        | 編曲                  | 時間 |
| --- | -------------------------------------------------- | --------------------------------------------------------------- | ------------------------------------------- | --------------------- | ---- |
| 1.  | 「Heavenが待ってる」                               | Chuck Wild (日本語詞) 芹沢類                                    | Chuck Wild                                  | 門倉聡                | 5:05 |
| 2.  | 「あってる」                                       | 朝水彼方 (ラップ詞) KING of HIPHOP“CRAZY-A”                     | 中野雅仁                                    | GEWDA（MASAandHit'C） | 4:44 |
| 3.  | 「JIVE INTO THE NIGHT 野蛮な夜に」(HOUSE MIX)      | Sergio Portaluri, David Sion, Fulvio Zafret (日本語詞) 及川眠子 | Sergio Portaluri, David Sion, Fulvio Zafret | GEWDA（MASAandHit'C） | 4:41 |
| 4.  | 「AIN'T NOBODY 永遠の恋人」                        | David Wolinski (日本語詞) 及川眠子                              | David Wolinski                              | 田辺恵二              | 4:32 |
| 5.  | 「MY TURN 悲しみよりもしたたかに」                 | Jan Anna August Leyers, Werner Pensaert (日本語詞) 及川眠子     | Jan Anna August Leyers, Werner Pensaert     | Teddy&Melvin          | 4:31 |
| 6.  | 「私の夏が始まる」                                 | 芹沢類                                                          | 尾関昌也                                    | 田原音彦              | 4:44 |
| 7.  | 「海に輝いて」                                     | 相田翔子                                                        | 相田翔子                                    | 岩崎琢                | 5:22 |
| 8.  | 「恋の受難にようこそ」                             | 及川眠子                                                        | 尾関昌也                                    | 船山基紀              | 4:36 |
| 9.  | 「これが恋と呼べなくても」                         | 芹沢類                                                          | Osny Melo                                   | 門倉聡                | 4:47 |
| 10. | 「私たちらしいルール」                             | 秋元康                                                          | 杉真理                                      | 門倉聡                | 4:13 |
| 11. | 「JIVE INTO THE NIGHT 野蛮な夜に」(HYPER EURO MIX) | Sergio Portaluri, David Sion, Fulvio Zafret (日本語詞) 及川眠子 | Sergio Portaluri, David Sion, Fulvio Zafret | MST                   | 4:07 |

| #         | タイトル                                        | 作詞                   | 作曲      | 編曲      | 時間  |
| --------- | ----------------------------------------------- | ---------------------- | --------- | --------- | ----- |
| 12.       | 「Angel Love Story 〜秋色の天使〜」             | 山田ひろし・ハナカツオ | 幾見雅博  | 幾見雅博  | 4:54  |
| 13.       | 「Angel Love Story 〜秋色の天使〜」(TRANCE MIX) | 山田ひろし・ハナカツオ | 幾見雅博  | D-RAM     | 4:28  |
| 合計時間: | 合計時間:                                       | 合計時間:              | 合計時間: | 合計時間: | 60:49 |

### 備考
1. Heavenが待ってる
  - 原題は「ONE KISS AT A TIME」
2. あってる
  - シングル「JIVE INTO THE NIGHT 野蛮な夜に」のカップリング曲。
3. JIVE INTO THE NIGHT 野蛮な夜に［HOUSE MIX］
  - 24枚目のシングル表題曲の別バージョン。
4. AIN'T NOBODY 永遠の恋人
  - チャカ・カーン「Ain't Nobody」の日本語詞カヴァー。相田翔子ソロ。
5. MY TURN 悲しみよりもしたたかに
  - ターシャ「My Turn」の日本語詞カヴァー。鈴木早智子ソロ。
6. 私の夏が始まる
  - 鈴木早智子ソロ
7. 海に輝いて
  - 相田翔子ソロ
8. 恋の受難にようこそ
9. これが恋と呼べなくても
  - シングル「私たちらしいルール」のカップリング曲。
10. 私たちらしいルール
  - 23枚目のシングル表題曲。
11. JIVE INTO THE NIGHT 野蛮な夜に［HYPER EURO MIX］

#### 2018年版 ボーナス・トラック
1. Angel Love Story 〜秋色の天使〜
  - ラストシングル表題曲。
2. Angel Love Story 〜秋色の天使〜［TRANCE MIX］
  - 同曲の別ミックスバージョン。